# Jemenkameleont
Jemenkameleont (Chamaeleo calyptratus), även kallad hjälmkameleont eller slöjkameleont, är en kameleont som förekommer på sydvästra Arabiska halvön, från södra och västra Jemen och norrut till provinserna Jizan och Asir i sydvästra Saudiarabien. Arten hör till de större kameleonterna, en hane kan mäta upp till 60 centimeter, inklusive svansen. Honorna är som hos många andra kameleonter mindre än hanarna och blir bara ungefär hälften så långa. Färgen hos hanarna är som grund grönaktig och arten kan uppvisa en mängd olika grönaktiga nyanser, allt från ljust limegrön till mörkt olivfärgad och mönstringar med band och fläckar i gult, brunaktigt och blått. Honornas färger är vanligen olika nyanser av grönt, brunt och orange.
Jemenkameleonten hör till de mer populära kameleonterna att hålla i terrarium. Den är rödlistad som livskraftig av internationella naturvårdsunionen (IUCN) då den även om den är eftersökt inom zoohandeln numera föds upp i fångenskap i en omfattning som tillfredsställer det mesta av efterfrågan. Insamlingen av vilda jemenkameleonter i ursprungsområdet har minskat med åren och anses inte längre hota de vilda populationernas fortlevnad. På CITES (Convention of International Trade in Endangered Species) är den upptagen enligt appendix II.

## Kännetecken
Jemenkameleonten hör till de större kameleonterna. Fullvuxna hanar mäter från cirka 40–45 centimeter upp till 60 centimeter, inklusive svansen. Honorna är mindre och blir bara ungefär hälften så långa som hanarna, och som fullvuxna mäter de vanligen mellan 25 och 35 centimeter, inklusive svansen. Ett utmärkande drag hos arten är det stora utskottet över nacken, den så kallade hjälmen. Liknande utskott finns hos många andra kameleonter och det kan hos hanarna ha en funktion som ornament. Hos jemenkameleonten är hanens hjälm särskilt stor och iögonfallande, den kan bli hela åtta centimeter lång. Honan med sin mindre kropp har också mindre huvud och mindre hjälm. Ett annat sätt att skilja på könen hos jemenkameleont är att hanarna har en sporre på bakfoten, något som inte honorna har.
Färgen hos hanarna är som grund grönaktig. Individerna kan uppvisa en mängd olika grönaktiga nyanser, allt från ljust limegrön till mörkt olivfärgad och det förekommer mönstringar med band och fläckar i gult till orangeaktigt, brunt och blått. Turkosa nyanser och mörka inslag i mönstringen kan förekomma. Honornas färger är vanligen olika nyanser av grönt, brunt och orange Vita och ibland gulaktiga inslag kan förekomma.
Det erkänns två underarter av jemenkameleont, C. c. calyptratus (nominatform) och C. c. calcarifer. Dessa är relativt lika till utseendet, men  
C. c. calcarifer har mindre hjälm än C. c. calyptratus.

## Utbredning
Jemenkameleonten förekommer på sydvästra Arabiska halvön, från södra och västra Jemen och norrut till provinserna Jizan och Asir i sydvästra Saudiarabien. Arten har återfunnits upp till en höjd av minst 2 000 meter över havet.
Underarten C. c. calyptratus är den mest utbredda av de två underarterna och förekommer i Jemen medan underarten C. c. calcarifer i huvudsak har en mer nordlig förekomst och återfinns i sydvästra Saudiarabien.
I Florida har det genom kameleonter som importerats som sällskapsdjur men senare blivit utsläppta i naturen etablerats vilda bestånd. Förvildade kameleonter har även påträffats på Hawaii.

## Levnadssätt
Jemenkameleonten lever bland träd och buskar bland kullar, på bergssluttningar och platåer och i dalar. Den klarar att leva även i torrare områden och tål de relativt stora skillnader i temperatur som kan råda mellan natt och dag på Arabiska halvön. Arten kan återfinnas även i människans närhet i vegetationen längs vägar och i odlingar och trädgårdar.
Födan består huvudsakligen av insekter som de likt andra kameleonter fångar med sin långa klibbiga tunga. Ibland kan dock jemenkameleonter även äta blad och blommor av olika växter, speciellt under perioder av torka för att få i sig vatten.
Individerna är ensamlevande och hanarna är mycket territoriella och accepterar bara närvaron av andra kameleonter om det är honor beredda att para sig. Mot andra hanar försvaras hemområdet aggressivt.
Parningen varar från några minuter upp till 20 minuter. Efter en lyckad parning ändrar honan färg från den normalt grönaktiga till svart och grönaktig med blå och gula fläckar. Den här färgförändringen brukar ske inom 18 timmar. Tjugo till trettio dagar efter parningen börjar honan lägga ägg. En hona kan lägga upp till tre kullar med ägg om året. Antalet ägg per kull varierar från cirka 20-35 upp till 70–85 stycken. Äggen läggs i en grop i marken och kläcks efter 6–9 månader. Ungarna är som nykläckta 2-2,5 centimeter långa. Könsmognaden nås vid mellan fyra och fem månaders ålder. Livslängden för honor är upp till fem år och för hanar upp till åtta år.